# Legionella pneumophila
Legionella pneumophila – Gram-ujemna bakteria, pałeczka wywołująca choroby z grupy legioneloz, z których najważniejsze znaczenie mają: choroba legionistów oraz gorączka Pontiac.

## Właściwości
- bakteria tlenowa
- Gram-ujemna pałeczka
- względnie wewnątrzkomórkowa
- wymiary: 0,3–0,9 μm na 2,0 do 4,0 μm
- ruchliwa, orzęsiona
- optymalna temperatura wzrostu: 35 °C
- temperatura unicestwiania: 60 °C – 65 °C

Do zakażenia u ludzi dochodzi drogą kropelkową w wyniku inhalacji aerozoli zawierających bakterie Legionella pneumophila. W wyniku fagocytozy bakteria wnika do makrofagów pęcherzyków płucnych, a dzięki systemowi sekrecji T4SS unika fuzji fagosomu z lizosomem. Niszczy okoliczne tkanki poprzez wydzielane egzotoksyny.
Bakteria gwałtownie się namnaża w zbiornikach stojącej ciepłej wody (temp. optymalna 35 °C), co ma najczęściej miejsce w: termach, klimatyzatorach czy niektórych typach kąpielisk. Największe zagrożenie wystąpienia bakterii Legionella pneumophila występuje w starych budynkach o rozległej sieci wodociągowej. W takiej instalacji mogą znajdować się fragmenty rur, które utrudniają lub uniemożliwiają swobodny przepływ wody. Może to skutkować osadzaniem się biofilmu będącego środowiskiem do namnażania się bakterii.
Poza tym bakterie mogą znajdować się w rozpylaczach prysznicowych, kranach, wannach z hydromasażem i fontannach. Legionella pneumophila dobrze znosi wodę chlorowaną.
Środowisko stojącej, zalegającej wody wraz z temp. 35ºC niesłychanie sprzyja rozwojowi bakterii, dlatego zaleca się okresowe nagrzewanie wody w nagrzewnicach wodnych (bojlerach) do temperatury od 60 do 65ºC, w której bakterie giną, po czym wodę należy spuszczać tak długo, aż temperatura zakończenia armatury (końcowego kranu i "słuchawki") osiągnie maksimum. 
Usuwanie Legionelli z instalacji wodnej może odbywać się poprzez dezynfekcję termiczną, jonizację, za pomocą membran i lamp UV lub szokową dezynfekcję chemiczną z wykorzystaniem dwutlenku chloru.